# Église Saint-Gilles de Bonneviole
L'église Saint-Gilles est une église catholique située à Prudhomat, en France.

## Localisation
L'église est située dans le département du Lot au lieu-dit Bonneviole, sur le territoire de la commune de Prudhomat.

## Historique
Une charte datée de 926 du cartulaire de Beaulieu signale une chapelle Saint-Pierre dans la villa ad illas Macerias, qui prend le nom de Bonnavila au XIe siècle.
En 1100/1108, en présence d'Hugues de Castelnau, un certain Imbert de La Gardelle a cédé aux moines de Beaulieu le bois de la Taillade et le mas d'Al Montar, situé dans le lieu de Bonneviole. L'église du prieuré devait être en cours de construction à cette époque d'après Gilles Séraphin. La construction du château de Castelnau-Bretenoux a dû commencer à cette époque. Hugues de Castelnau, avec le consentement de son épouse Alpasie et de ses fils Gerbert, Robert et Bernard, a renouvelé la donation faite vers 926 par une certaine Aytrude, veuve de Matfred et mère d'Étienne, de l'église de Macerias, nouvellement Bonneviole, avec l'ensemble des mas qui en dépendent ainsi que le mas de Bosco et le bois de la Taillade. Hugues de Castelnau a complété cette donation d'un certain nombre de terres situées aux alentours du castrum des Périères,. Ce castrum de Périères est nommé pour la première fois et la dernière fois dans ces chartes. Gilles Séraphin propose de voir dans ces donations la création d'une sauveté castrale à Bonneviole avec l'accord des co-tenanciers du lieu telles que les décrit Gérard Prédalié.
Un prieuré est alors établi. Une église est édifiée sous le vocable de saint Gilles. Le baron Hugues II de Castelnau a contesté souvent les droits et les bénéfices du prieuré à l'abbaye de Beaulieu. 
De l'église du XIIe siècle seules en subsistent aujourd'hui les parties orientales. 
La nef a été entièrement reconstruite en 1885 en la réduisant à un seul vaisseau.
L'édifice a été inscrit au titre des monuments historiques le 19 mars 1979.

## Description
L'église romane du prieuré était un grand édifice. Il avait probablement trois vaisseaux avec deux absidioles qui ouvraient sur les bras du transept et encadraient l'abside. 
La reconstruction de la fin du XIXe siècle en a réduit les dimensions : la nef est unique et les bras du transept ont été raccourcis.